# 邛州
邛州（きょうしゅう）は、中国にかつて存在した州。南北朝時代から民国初年にかけて、現在の四川省邛崍市一帯に設置された。

## 隋代
南朝梁の蕭紀により設置された。605年（大業元年）、隋により邛州は廃止され、その管轄区域は雅州に移管された。

## 唐代
618年（武徳元年）、唐により臨邛郡依政県に邛州が置かれた。742年（天宝元年）、邛州は臨邛郡と改称された。758年（乾元元年）、臨邛郡は邛州の称にもどされた。邛州は剣南道に属し、臨邛・依政・安仁・大邑・蒲江・臨渓・火井の7県を管轄した。

## 宋代
宋のとき、邛州は成都府路に属し、臨邛・依政・安仁・大邑・蒲江・火井の6県と恵民監を管轄した。

## 元代
元のとき、邛州は嘉定府路に属し、大邑県1県を管轄した。

## 明代以降
1376年（洪武9年）、明により邛州は廃止され、邛県と改められた。1483年（成化19年）、邛県は邛州直隷州に昇格した。邛州直隷州は四川省に属し、大邑・蒲江の2県を管轄した。
清のとき、邛州直隷州は四川省に属し、大邑・蒲江の2県を管轄した。
1912年、中華民国により邛州直隷州は廃止され、邛崍県と改められた。